# 花神 (NHK大河ドラマ)
『花神』（かしん）は、1977年1月2日から12月25日まで放送されたNHK大河ドラマ第15作。主演は中村梅之助。
周防の村医者から倒幕司令官に、明治新政府では兵部大輔にまで登りつめた日本近代軍制の創始者・大村益次郎を中心に、松下村塾の吉田松陰や奇兵隊の高杉晋作といった、維新回天の原動力となった若者たちを豪快に描いた青春群像劇。司馬遼太郎の小説『花神』（主人公：大村益次郎）、『世に棲む日日』（主人公：吉田松陰と高杉晋作）、『十一番目の志士』（主人公：高杉晋作と天堂晋助）、『峠』（主人公：河井継之助）、『酔って候』の「伊達の黒船」（主人公：伊達宗城と前原巧山）の五作品を、脚本家の大野靖子がドラマ化した（前記以外にも『燃えよ剣』等の司馬作品からの引用も散見される）。

## 企画・制作
本作は1973年の『国盗り物語』とチーフとセカンドのディレクター、脚本家、音楽監督が共通し、『国盗り物語』同様司馬の複数の作品を使って幕末を描くことが企図された。大村益次郎を主役としたのは、医学と軍事を学んだ彼のようなテクノクラートが指導して維新を成功させたという司馬の観点を取り入れたことによる。架空の人物である天堂晋助は、「事実に縛られるとドラマが硬直してくる」「歴史ドラマとは言いながら、やっぱり嘘をつける場所は必要」という理由で使ったとチーフディレクターの齊藤暁は述べている。
「火吹きダルマ」と称された風貌で、技術者的な無骨さを最後まで崩さない大村益次郎を前進座の歌舞伎役者・中村梅之助が演じ、もう一人の主人公ともいうべき高杉晋作を、時代劇初出演の中村雅俊が演じた。史実では「馬より顔が長い」と評された高杉に中村を起用した点について、セカンドディレクターの村上祐二は「引くことを知らない暴れ馬」の高杉には「泥の付いたジャガイモみたいなのがいい」という考えだったと述べている。また吉田松陰を演じた篠田三郎は、衣装とメイクを済ませて本番に入るとスタッフから「松陰が憑いている」と評される演技を見せた。
翌1978年の『黄金の日日』以降は、原則として正月3が日の放送開始を避けるようになった。このため、年間52回放送は本作が最後となった。

## 反響
最高視聴率は25.9%、平均視聴率は19.0%と、従来の幕末もの同様に振るわなかった。ただし、司馬は本作を評価し、終了後に挨拶に訪れた村上祐二に「いや、君、これは傑作だよ。僕は好きだ。人間が土足で上がってくるようなところがいい」と話したという。さらに司馬は、村上らを労いのために八尾市の老舗料亭やクラブなどに連れて行くなどの歓待をしたが、当時多忙で「会えても5分か10分程度」と言われ、とにかく時間をけちっていたことからNHK大阪放送局の人間から「司馬ケチ」とまで言われていた司馬にしては、珍しい行動であった。
後に『新選組!』『真田丸』の大河ドラマの脚本を書いた三谷幸喜は、この作品を支持している。

## あらすじ
周防国の村医者の子として育った村田蔵六は、22歳の時蘭学修行のため大阪にある緒方洪庵の適塾の門を叩く。持ち前の努力が実を結び、めきめきと頭角を現していった蔵六はやがて塾頭にまで成長。そして多くの人間に惜しまれつつ、修行年限を終えた蔵六は帰郷し、村医者として平穏な日々を過ごそうとしていた。しかしそこへ黒船が来航する。時代は蔵六をただの村医者で終わらせようとはしなかった…。
そして今一人、若い長州人がこの事件に血をたぎらせていた。吉田寅次郎。彼もまた、その後起こる波乱の中に自らの人生を埋めようとしていた。やがてその思想は高杉晋作・桂小五郎ら弟子達に受け継がれ、蔵六という技術者と結託し、日本を維新回天の大偉業へと導くのであった…。

## 登場人物

### 主人公とその家族など
大村益次郎（おおむら ますじろう）
（村田蔵六→大村益次郎）
演：中村梅之助
百姓医者の子として生まれたが医術を学ぶため適塾に入る。しかし対人関係を結ぶのが苦手なことで医師として挫折。語学と数学に関して才幹があり技術力を買われて造船技術者、さらに軍人になる。楽しみは豆腐と独酌。適塾の同窓である福沢諭吉は互いに気に入らないがその才覚は認めている。堅苦しい武士の世界にあって物理のみ信じる異色の人物であり、政治家としての西郷隆盛や革命家としての高杉晋作に対しても謙譲の色を見せないため周囲の反感を買う。狂信的な攘夷主義者である神代直人に襲われて重傷を負い、自分を認めてくれた数少ない友人で恋人の楠本イネに見取られながら息を引き取る。
お琴（おこと）
演：加賀まりこ
蔵六の妻。軽い気鬱の病がある。蔵六が宇和島に行く時もその症状が出たが、最終的には宇和島へ赴くことを認めた。しかし、自らは武家になることを嫌がり、鋳銭司村から出ることを拒んだ。
イネ
演：浅丘ルリ子
楠本イネ。シーボルトの娘で蔵六の愛弟子。父親のことを「山のオランダ人」と思っていたが、実際はドイツ人であることを知り衝撃を受ける。蘭学の時代が終わりを告げ、日本が学ぶ対象が英国やドイツへと移行していく時代風潮へ抵抗を覚える中での発覚であった。
おたか
演：竹井みどり（少女時代：石井尚美）
イネの娘。のちに二宮敬作の弟子・三瀬周三と結婚、三瀬高子となる。
藤村孝益（ふじむら たかます）
演：浜村純
蔵六の実父。
お梅（おうめ）
演：戸田千代子
蔵六の実母。

### 長州藩

#### 藩士とその家族たち
吉田寅次郎（よしだ とらじろう）
演：篠田三郎
吉田松陰。江戸滞在中に宮部、江幡たちと東北への旅行の約束をする。しかし、藩の重役に過書手形が必要といわれ、発行まで待つように諭されるも他藩の友人たちとの約束を果たすため、脱藩する。その後、ペリー来航の際に下田より門人の金子と共にアメリカ渡航を志すが、今は時期でないと断られ、萩に幽閉される。松下村塾を開き、多くの門下を育てるが、通商条約の締結に反対し、老中間部詮勝を京で待ち伏せすることを企て、野山獄に投ぜられる。その後も伏見要駕策を唱え決起を唱えるが、門下生との間には溝を生じる。その後江戸に送られ安政の大獄で処刑される。
杉百合之助（すぎ ゆりのすけ）
演：久米明
寅次郎の父。
杉民治（すぎ たみはる）
演：小野泰次郎
寅次郎の兄。
杉文（すぎ あや）
演：斎藤友子（現：斉藤とも子）
寅次郎の妹で久坂義助の妻。
お滝（おたき）
演：津島恵子
寅次郎の母。
竹院（ちくいん）
演：志村喬
寅次郎の伯父。
木戸孝允（きど たかよし）
（桂小五郎→木戸孝允）
演：米倉斉加年
蔵六の庇護者。論理的な人間だが蔵六の知性の奥に閃く気根を感じとり、それを藩が前進する運動へつなげる構想を持ったことから近代史を変えるが同時に様々な難問を抱える。寅次郎からは明倫館の講義を受けたことがあるが、松下村塾の塾生ではない。寅次郎の考え方に理解を示しているが、寅次郎と門人の過激な行動をうまく押さえようとしている。史実の桂も実際に松陰の弟子というよりは盟友に近い間柄だったともいわれるが、当時28歳の篠田に対して42歳の米倉がキャスティングされた（史実では桂が3歳年少）のは、きわめて異例である。
木戸松子（きど まつこ）
（幾松→木戸松子）
演：波乃久里子
京の芸妓であったが、桂小五郎（木戸孝允）の妻となる。
周布政之助（すふ まさのすけ）
演：田村高廣
長州藩改革派のリーダー。松下村塾系の人物たちから支持され、吉田寅次郎や桂小五郎、高杉晋作らを積極的に登用。俗論派と政権を争うが、禁門の変や第一次長州征伐で、長州藩自体の存在が危ぶまれるなか、俗論派に実権を握られた責任を感じて自刃する。
伊藤俊輔（いとう しゅんすけ）
演：尾藤イサオ
のちの伊藤博文。留学経験があり通訳とされたが、語学力は高くない。かつて寅次郎の元で学んでいた。
井上聞多（いのうえ もんた）
演：東野英心
のちの井上馨。
久坂義助（くさか よしすけ）
演：志垣太郎
「玄瑞」の号でも呼ばれる。松下村塾の塾生で、晋作と共に寅次郎からその才を評価されている。蛤御門の変で、長州藩としての立場を嘆願する為の上洛が戦争を引き起こしてしまい、多くの仲間を戦死させ、藩を朝敵にしてしまった責任を取り、寺島忠三郎と共に自刃する。
寺島秋介（てらしま あきすけ）
演：森次晃嗣
新政府成立後に江戸にやって来た蔵六の補佐役的存在。彰義隊討伐では蔵六の江戸を大火事にしたくないという真意を理解し、その作戦に批判的でいきり立つ薩摩藩士達にひるむ事なく反論する。
寺島忠三郎（てらしま ちゅうざぶろう）
演：池田秀一
松下村塾の塾生。蛤御門の変で久坂玄瑞と共に自刃。
入江九一（いりえ くいち）
演：今村民路（現：藤川矢之輔）
蛤御門の変で、久坂玄瑞や寺島忠三郎と共に自刃しようとするが、二人から生きて長州に戻るよう諭されるも、逃げ切れずに戦死。
来島又兵衛（きじま またべえ）
演：石橋雅史
七卿落ちを受け、晋作の制止も聞かず藩兵を率いて強引に上洛を図る。
佐世八十郎（させ やそお）
演：江原正士
のちの前原一誠。
野々村勘九郎（ののむら かんくろう）
演：山本昌平
長府藩士。報国隊隊長。泉十郎とも。
山田市之允（やまだ いちのじょう）
演：武田洋和
のちの山田顕義。
野村弥吉（のむら やきち）
演：岩切しげき（現：岩切慶暉）
のちの井上勝。
品川弥二郎（しながわ やじろう）
演：荒川太郎
吉田稔麿（よしだ としまろ）
演：山口純平
池田屋で新選組の斬り込みを受け死亡。
山尾庸三（やまお ようぞう）
演：井上鉄男（現：井上鉄夫）
遠藤謹助（えんどう きんすけ）
演：鳥井助国
長嶺内蔵太（ながみね くらた）
演：村上正次
前田孫右衛門（まえだ まごえもん）
演：渡辺厳
椋梨藤太（むくなし とうた）
演：内田稔
俗論党の首領。俗論と言われても、幕府の長州処分に従う事が藩を守る道だと考えている。
佐世主殿（させ とのも）
演：草薙幸二郎
来原良蔵（くるはら りょうぞう）
演：西園寺宏
尾寺新之丞（おのでら しんのじょう）
演：津田恵一
飯田正伯（いいだ しょうはく）
演：真田五郎
福原乙之進（ふくはら おとのしん）
演：粟津號
堀真五郎（ほり しんごろう）
演：千葉宏
野村和作（のむら わさく）
演：田辺しげる
国貞直人（くにさだ なおと）
演：久世龍之介
高橋熊太郎（たかはし くまたろう）
演：本田博太郎
根来上総（ねごろ かずさ）
演：宮城進
毛利登人（もうり のぼる）
演：菅野忠彦
山田宇右衛門（やまだ うえもん）
演：小栗一也
第二次長州征伐の際の長州の名目上の責任者。蔵六の立てた作戦に不安を抱き、蔵六から落ち着くように求められる。
山県半蔵（やまがた はんぞう）
演：三升家勝二（現：8代目三升家小勝）
佐々木男也（ささき おなり）
演：中村靖之介
高杉晋作（たかすぎ しんさく）
演：中村雅俊
奇兵隊を組織。神道の信者。四国艦隊下関砲撃事件の講和に際して国産み神話を語る。功山寺挙兵では中心人物となり、長州藩内の俗論派を武力で破り、藩論を討幕へと導いた。第二次長州征伐では自ら指揮をとり、小倉などの幕府軍を破った。しかし持病の結核が悪化してその後、死去。葬儀は神式で行われた。
お雅（おまさ）
演：岡江久美子
晋作の妻。
おうの
演：秋吉久美子
晋作の愛妾。
高杉小忠太（たかすぎ こちゅうた）
演：下元勉
晋作の父。
お道（おみち）
演：岩崎加根子
晋作の母。
山県狂介（やまがた きょうすけ）
演：西田敏行
のちの山県有朋。奇兵隊を留守にすることが多い晋作に代わり、隊の実権を握る。
白石正一郎（しらいし しょういちろう）
演：瑳川哲朗
奇兵隊の支援者。
白石加寿子（しらいし かずこ）
演：三好美智子
正一郎の娘。
時山直八（ときやま なおはち）
演：松平健
奇兵隊の参謀。長岡で戦死。原作の登場シーンは少ないが、ドラマの中では重要人物の一人として初期の放送から登場していた。
赤根武人（あかね たけと）
演：溝口舜亮
奇兵隊の運営方針を巡って、高杉晋作と対立。のちに斬首される。
槙村半九郎（まきむら はんくろう）
演：池田鴻
のちの槙村正直。赤根を捕縛する。
有吉熊次郎（ありよし くまじろう）
演：西条満
御堀耕助（みほり こうすけ）
演：堀勝之祐
神代直人（こうじろ なおと）
演：石橋蓮司
中島名左衛門（なかじま なざえもん）
演：伊藤正博
長崎から招かれた砲術師範。下関での艦隊への攘夷決行ののちに殺される。
団伸二郎（だん しんじろう）
演：浜田晃
天堂晋助（てんどう しんすけ）
演：田中健
『十一番目の志士』の主人公で架空の人物。桂小五郎や高杉晋作に武術の腕を見込まれ、京での諜報活動を行う。原作は高杉の死で終わっているが、本ドラマでは戊辰戦争にも従軍し函館で戦死。
お里（おさと）
演：大竹しのぶ
晋助の恋人。
弥兵衛（やへえ）
演：石垣守一
お里の父親。下関事件で上陸したアメリカ海兵の流れ玉に当たって死ぬ。
粟屋菊絵（あわや きくえ）
演：范文雀
許婚・三宅一蔵の仇である天堂晋助を追って新選組を頼る。
三宅一蔵（みやけ いちぞう）
演：斉藤真
粟屋菊絵の許婚。脱藩を図った天堂晋助を斬ろうとして逆に殺害される。
天堂義助（てんどう ぎすけ）
演：天本英世
先鋒隊隊士
演：森居利明
長州藩士
演：大浜詩郎、沖田弘二
キャプテン
演：小沢忠臣（現：小沢象）、久米冬太（現：久米勝也）、山崎一雄
晋作達から軍艦を引き渡すように求められると、幕府に渡すよりはと進んで協力する事を申し入れる。
政事堂役人
演：田村錦人

#### 藩主
毛利敬親（もうり たかちか）
演：金田龍之介
14代藩主。家臣の進言に「そうせい」と答えることから「そうせい公」と呼ばれていた。
毛利元徳（もうり もとのり）
演：坂東正之助（現：河原崎権十郎 （4代目））
15代藩主。

### 宮・公家
中川宮（なかがわのみや）
演：武内亨
三条実美（さんじょう さねとみ）
演：永井秀和
鷹司政通（たかつかさ まさみち）
演：川部修詩
岩倉具視（いわくら ともみ）
演：西本裕行
東久世通禧（ひがしくぜ みちとみ）
演：森井睦
四条隆謌（しじょう たかうた）
演：坂本由英
三条西季知（さんじょうにし すえとも）
演：飛騨昇
千斎
演：河原崎国太郎
天堂に暗殺司令を出す怪しげな公家。

### 将軍・幕閣・幕臣
徳川慶喜（とくがわ よしのぶ）
演：伊藤孝雄
徳川家茂（とくがわ いえもち）
演：小林芳宏
井伊直弼（いい なおすけ）
演：加地健太郎
板倉勝静（いたくら かつきよ）
演：稲垣昭三
永井主水（ながい もんど）
演：中田浩二
小笠原長行（おがさわら ながみち）
演：真弓田一夫
福地源一郎（ふくち げんいちろう）
演：前田昌明
井戸対馬守（いど つしまのかみ）
演：金内吉男
池田播磨守（いけだ はりまのかみ）
演：久松保夫
安政の大獄時の江戸町奉行。
戸川鉡三郎（とがわ ほこさぶろう）
演：露木護
本庄伊賀守（ほんじょう いがのかみ）
演：加藤新二
金戒光明寺に宿泊している幕府外国奉行。天堂に命を狙われる。

### 新選組
近藤勇（こんどう いさみ）
演：竜崎勝
土方歳三（ひじかた としぞう）
演：長塚京三
沖田総司（おきた そうじ）
演：森田順平
原田左之助（はらだ さのすけ）
演：十部利春
藤堂平助（とうどう へいすけ）
演：高橋享
永倉新八（ながくら しんぱち）
演：畠山善之
新選組隊士
演：佐次和宏、森蔵人

### 諸藩

#### 越後長岡藩
河井継之助（かわい つぎのすけ）
演：高橋英樹
攘夷派が多い世にあって異色の開明論者（ただし吉田寅次郎とは考えが異なる）。幕府にも新政府にも従わない独自路線をとろうとする。
牧野忠恭（まきの ただゆき）
演：有馬昌彦
11代藩主。河井継之助を上席家老に任命し、全権を委ねる。
牧野忠訓（まきの ただくに）
演：中島久之
12代藩主。
河井代右衛門（かわい だいえもん）
演：下條正巳
継之助の父。
お八寸（おはす）
演：木村理恵
継之助の妹。本名は安子。
梛野嘉兵衛（なぎの かへえ）
演：垂水悟郎
二見虎三郎（ふたみ とらさぶろう）
演：松田茂樹
外山寅太（とやま とらた）
演：松田茂樹
松蔵（まつぞう）
演：青山哲也

#### 薩摩藩
西郷吉之助（さいごう きちのすけ）
演：花柳喜章
のちの西郷隆盛。
大久保一蔵（おおくぼ いちぞう）
演：高橋長英
のちの大久保利通。
海江田信義（かいえだ のぶよし）
演：中丸忠雄
彰義隊討伐の方法を巡って大村益次郎と対立する。この事で益次郎を恨むようになり、京都弾正台となった際、神代直人らに暗殺を教唆する。
中村半次郎（なかむら はんじろう）
演：速水亮
のちの桐野利秋。
寺島徳太郎（てらしま とくたろう）
演：塚本信夫
のちの寺島宗則。
五代才助（ごだい さいすけ）
演：桐原史雄
高杉の上海行きの船に雑用として乗り込んでいる。

#### 土佐藩
坂本竜馬（さかもと りょうま）
演：夏八木勲
長州と薩摩を同盟させて倒幕の準備を進める一方、幕府開設以来政権を担ってきた徳川家は存続させようと考えていた。
お龍（おりょう）
演：島本須美
坂本龍馬の妻。
中岡慎太郎（なかおか しんたろう）
演：横光克彦
岩村精一郎（いわむら せいいちろう）
演：伊東平山 （現：吾羽七朗）
「岩村高俊」の名でも呼ばれる。新政府軍の軍監だが、山県からはあまり認められておらず、その傲慢な態度を叱責され渋々従うものの、結果として長岡藩との決戦へとつながってしまう。
土方楠左衛門（ひじかた くすざえもん）
演：北相馬宏
「土方久元」の名でも呼ばれる。
本山七郎（もとやま しちろう）
演：三上剛仙
「北添佶摩」の名でも呼ばれる。
田中顕助（たなか けんすけ）
演：亀谷雅彦
「田中光顕」の名でも呼ばれる。

#### 宇和島藩
伊達宗城（だて むねなり）
演：大木実
宇和島藩8代藩主。蔵六と嘉蔵に砲台と蒸気船を造ることを命じる。
松根図書（まつね ずしょ）
演：庄司永建
宇和島藩家老。蒸気船が動いて喜んでいると、「船が動くのは当たり前です。動かない方が驚きです。当たり前にするのが技術というものです。」とたしなめられた。
嘉蔵（かぞう）
演：愛川欽也
宇和島城下の貧しい提灯貼り替え職人であったが、器用さを買われ蒸気船を造ることになる。「前原巧山」の名でも呼ばれる。

#### 佐賀藩
大隈八太郎（おおくま はちたろう）
演：久富惟晴
「大隈重信」の名でも呼ばれる。
中牟田倉之助（なかむた くらのすけ）
演：原康義
上海のホテルで高杉と同部屋の男。

#### 熊本藩
宮部鼎蔵（みやべ ていぞう）
演：高橋悦史
吉田松陰と親交を結び、共に東北地方を遊学する。池田屋で新選組の斬り込みを受け、自刃。

#### 南部藩
江幡五郎（えばた ごろう）
演：三ツ木清隆
吉田松陰と親交を結び、共に東北地方を遊学する。「那珂通高」の名でも呼ばれる。

#### 桑名藩
立見鑑三郎（たつみ かんざぶろう）
演：吉田豊明
朝日山で霧に紛れて奇襲を仕掛けてきた新政府軍を逆に撃退し時山直八を戦死させた。

#### 加賀藩
安達幸之助（あだち こうのすけ）
演：山本紀彦
鳩居堂以来の蔵六の弟子で、襲撃時に殺される。

#### 津山藩
箕作秋坪（みつくり しゅうへい）
演：山田昭一
適塾塾生。

### 学者・塾生・医者
緒方洪庵（おがた こうあん）
演：宇野重吉
緒方八重（おがた やえ）
演：阪口美奈子
洪庵の妻。
緒方惟準（おがた これよし）
演：小林勝也
二宮敬作（にのみや けいさく）
演：大滝秀治
佐久間象山（さくま しょうざん）
演：南原宏治
石井宗謙（いしい そうけん）
演：小松方正
福澤諭吉（ふくざわ ゆきち）
演：入川保則
小林虎三郎（こばやし とらさぶろう）
演：伊武雅刀
金子重之助（かねこ しげのすけ）
演：岡本信人
寅次郎の門弟で、下田からアメリカ渡航を志すが、失敗する。江戸の牢にいる時から病となり、萩の獄で獄死する。
金子の母
演：森康子
小山良庵（こやま りょうあん）
演：寺尾聰
東条英庵（とうじょう えいあん）
演：森塚敏
小寺陶平（こでら とうへい）
演：中井啓輔
蔵六が適塾に入塾した際の塾頭。
吉富音之助（よしとみ おとのすけ）
演：小野武彦
三瀬周三（みせ しゅうぞう）
演：鵜沢秀行
山田善次郎（やまだ ぜんじろう）
演：北村晃一
塾頭
演：南治

### 外国人
アーネスト・サトウ
演：ケン・フランケル
マシュー・ペリー
演：フレッド・ボサート
トーマス・グラバー
演：ディーン・テイラー
ジェームズ・ヘボン
演：ブライアン・ヘジャー
エドワード・スネル
演：ジェリー伊藤
クーパー提督
演：ジェイソン・フェラー
ウィリアムズ
演：エリック・ガンター
チャールズ
演：ルイジ・ファダンザ
高杉が上海で出会う商人。
ガール
演：E・H・エリック
ラウダー
演：クリスチャン・ハス
アントニウス・ボードウィン
演：トーマス・スティール
陳汝欽・温忠彦
演：田村貫・千田隼生
上海に居る清国人。
中国料理コック長
演：揚万里

### その他
沼崎吉五郎（ぬまざき きちごろう）
演：草野大悟
伝馬町の牢名主。吉田寅次郎から処刑の直前に遺書でもある「留魂録」を長州の門人たちに託される。
平太郎（へいたろう）
演：小島三児
鋳銭司村の蔵六の幼友達。
田原七左衛門（たはら しちざえもん）
演：日恵野晃
山田浅右衛門（やまだ あさえもん）
演：北島和男
新右衛門（しんえもん）
演：前沢迪雄
野村望東尼（のむら もとに）
演：草笛光子
安田多膳（やすだ たぜん）
演：戸沢佑介
楠本瀧（くすもと たき）
演：月丘夢路
イネの母。
紅屋木助（べにや もくすけ）
演：橋爪功
大坂に潜伏している長州藩の間諜。高杉を匿う。
日柳燕石（くさなぎ えんせき）
演：観世栄夫
讃岐の志士。高杉を匿う。
丸亀の伝蔵
演：上田忠好
日柳の賭場へ捕物の手引きをする。
岡崎恭助（おかざき きょうすけ）
演：河原裕昌（現：河原さぶ）
鳥山新三郎（とりやま しんざぶろう）
演：勝部演之
伊豆倉貞次郎（いずくら ていじろう）
演：島田順司
横浜の貿易商人。
甚助（じんすけ）
演：小鹿番
菊ヶ浜（きくがはま）
演：石堂淑朗
吉村清子（よしむら きよこ）
演：白石幸子
山本半弥（やまもと はんや）
演：北島和男
第二次長州征伐における浜田藩の大将。
永井金三郎（ながい きんざぶろう）
演：國井正弘
松野孫八郎（まつの まごはちろう）
演：八木秀司
橋役人
演：山野史人
遊女
演：金子幸枝
幕吏
演：大矢謙臣
人夫
演：富永高敏
獄卒
演：曳地伸之
僧侶
演：坂田金太郎
紙屋の亭主
演：二見忠男
町人
演：松島真一
桶久の主人
演：照内敏晴
女中
演：小林テル
船頭
演：中村武巳
末社
演：須永庸夫
芸者
演：高野知子、峰田智代、五十嵐九三子、福山祐子、佐々木友子
三味線
演：豊藤美、 豊藤京
壷振り
演：松崎真
おさん
演：松本松江
脱走兵
演：堀礼文
函館で天童晋助に見逃されたにもかかわらず背後から鉄砲を撃ち絶命させる。
その他
演：草村礼子、奥村公延、西村知道、渡部猛、大塚周夫、加藤正之、矢崎滋、桑山正一、江幡高志、大竹まこと、久保晶、谷津勲、金井大、依田英助

## スタッフ
- 原作：司馬遼太郎（「花神」「世に棲む日日」「十一番目の志士」「峠」より）
- 脚本：大野靖子
- 音楽：林光
- 語り：小高昌文
- 題字：川村実
- テーマ音楽演奏：NHK交響楽団
- 指揮：山田一雄
- 演奏：花神合奏団（東京コンサーツ）
- 時代考証：相馬皓
- 風俗考証：磯目篤郎
- 医学考証：酒井シヅ
- 殺陣：林邦史朗
- 振付：今井栄子、西川りてふ
- 茶道指導：西原暉子
- 兵器指導：名和弓雄
  - 協力：所荘吉、鉄砲史学会
- 三味線指導：豊文
- 太鼓・お囃：堅田喜佐久社中
- 制作：成島庸夫
- 美術：小林喬、岸川淳一、田嶋宣助
- 技術：設楽国雄、高尾禮允、
- 効果：上田光生、荻野勝男、岩崎進
- フィルム撮影：沼田光雄
- 演出：斎藤暁、村上佑二、江口浩之、門脇正美、三井章
- エキストラ : 若駒、鳳プロ、早川プロ、プロダクションエムスリー、サンプロモーション、松浦企画、エディアラブモデルプロダクション、K&M、俳協、現代協力舎、演劇集団銅鑼、劇団いろは、劇団ひまわり、劇団風、劇団文化座、劇団青年座、堅田喜佐久社中、藤間敬之丞社中、ヒトミ企画、国際演技者紹介所、竜企画、テアトロ・海、劇団東京芸術座、劇団近代座、劇団手織座、劇団前進座、スカイコーポレーション、グループ71、現代制作舎、劇団東芸、劇団東京新芸、八星プロ、東京宝映、非協、劇団櫂、劇団仲間、和光企画、中里事務所

## オープニング
林光が作曲した舟歌風（8分の6拍子）のテーマ音楽。映像は海の上空の雲の中から太陽の方角を色々な角度で撮影したものである。

## 放送
特記がない限り、ウェブサイト「NHKクロニクル」の「NHK番組表ヒストリー」で確認。

### 通常放送時間
- NHK総合テレビジョン：毎週日曜 20時00分 - 20時45分
- （再放送）NHK総合テレビジョン：毎週土曜 13時25分 - 14時10分[注釈 4]

### 放送日程
- 第1回は14分拡大で放送。
- 第36回は前日に達成した王貞治ホームラン新記録特集番組を放送のため10分繰り下げ。

| 放送回 | 放送日   | 題                 | 演出     |
| ------ | -------- | ------------------ | -------- |
| 第1回  | 01月02日 | 三条木屋町         | 斎藤暁   |
| 第2回  | 01月09日 | 旅行けば           | 村上佑二 |
| 第3回  | 01月16日 | 寅次郎脱藩         | 江口浩之 |
| 第4回  | 01月23日 | ペリーが来た       | 斎藤暁   |
| 第5回  | 01月30日 | 黒船を作れ         | 村上佑二 |
| 第6回  | 02月06日 | 長崎の女           | 江口浩之 |
| 第7回  | 02月13日 | 遙かなりアメリカ   | 斎藤暁   |
| 第8回  | 02月20日 | わが師わが弟子     | 村上佑二 |
| 第9回  | 02月27日 | イネの恋           | 江口浩之 |
| 第10回 | 03月06日 | 萩の乱暴者         | 斎藤暁   |
| 第11回 | 03月13日 | 討幕幻想           | 村上佑二 |
| 第12回 | 03月20日 | ほととぎす         | 江口浩之 |
| 第13回 | 03月27日 | 春夏秋冬           | 斎藤暁   |
| 第14回 | 04月03日 | あとを継ぐもの     | 村上佑二 |
| 第15回 | 04月10日 | 長州へ参る         | 門脇正美 |
| 第16回 | 04月17日 | 万延元年の男たち   | 斎藤暁   |
| 第17回 | 04月24日 | 妻を愛す           | 江口浩之 |
| 第18回 | 05月01日 | 逆さひょうたん     | 村上佑二 |
| 第19回 | 05月08日 | 上海みやげ         | 斎藤暁   |
| 第20回 | 05月15日 | 夷人館燃ゆ         | 三井章   |
| 第21回 | 05月22日 | 秘密留学生         | 江口浩之 |
| 第22回 | 05月29日 | にわか坊主         | 斎藤暁   |
| 第23回 | 06月05日 | 馬関海峡波高し     | 村上佑二 |
| 第24回 | 06月12日 | 奇兵隊             | 江口浩之 |
| 第25回 | 06月19日 | 江戸に別れを       | 斎藤暁   |
| 第26回 | 06月26日 | 火ふきだるま       | 門脇正美 |
| 第27回 | 07月03日 | 京あらし           | 村上佑二 |
| 第28回 | 07月10日 | たった一人の長州藩 | 江口浩之 |
| 第29回 | 07月17日 | 馬関攘夷戦争       | 斎藤暁   |
| 第30回 | 07月24日 | 三人党             | 村上佑二 |
| 第31回 | 07月31日 | 月明功山寺         | 門脇正美 |
| 第32回 | 08月07日 | 霧の絵堂           | 斎藤暁   |
| 第33回 | 08月14日 | 消えた小五郎       | 江口浩之 |
| 第34回 | 08月21日 | 蔵六上海へ         | 村上佑二 |
| 第35回 | 08月28日 | 人斬り往来         | 三井章   |
| 第36回 | 09月04日 | 益次郎誕生         | 斎藤暁   |
| 第37回 | 09月11日 | 亀山社中           | 江口浩之 |
| 第38回 | 09月18日 | おたずね者蔵六     | 村上佑二 |
| 第39回 | 09月25日 | 周防の人々         | 斎藤暁   |
| 第40回 | 10月02日 | 三兵塾             | 江口浩之 |
| 第41回 | 10月09日 | 百姓大将           | 村上佑二 |
| 第42回 | 10月16日 | 四境の敵           | 門脇正美 |
| 第43回 | 10月23日 | 晋作の死           | 斎藤暁   |
| 第44回 | 10月30日 | 風雲に賭ける       | 江口浩之 |
| 第45回 | 11月06日 | 鳥羽伏見の戦い     | 村上佑二 |
| 第46回 | 11月13日 | 京の軍務官         | 門脇正美 |
| 第47回 | 11月20日 | 徳川の城           | 斎藤暁   |
| 第48回 | 11月27日 | 決戦前夜           | 村上佑二 |
| 第49回 | 12月04日 | 彰義隊             | 三井章   |
| 第50回 | 12月11日 | 最後の武士         | 江口浩之 |
| 第51回 | 12月18日 | 暗殺者             | 村上佑二 |
| 最終回 | 12月25日 | 世に棲む日日       | 斎藤暁   |

### 総集編
| 放送回 | 放送日        | 題           | 放送時間          | 時間  |
| ------ | ------------- | ------------ | ----------------- | ----- |
| 第一回 | 1978年3月18日 | 革命幻想     | 19時30分-21時30分 | 120分 |
| 第二回 | 1978年3月24日 | 攘夷の嵐     | 19時30分-21時00分 | 90分  |
| 第三回 | 1978年3月25日 | 崩れゆく長州 | 19時30分-21時00分 | 90分  |
| 第四回 | 1978年3月31日 | 徳川を討て   | 19時30分-21時00分 | 90分  |
| 最終回 | 1978年4月1日  | 維新回天     | 19時30分-21時30分 | 120分 |

前年までは総集編は前後編二部構成が通例だったが、内容的に盛りだくさんの今作では纏めきれないという判断もあってか、初めて五回に渡る総集編となり以後数年は五部構成の総集編が通例となっていく。なお現在までで総集編としての尺数は今作が最長である。

## 関連商品
- 総集編： 5巻組 (VHS)・4枚組 (DVD)

## 映像の現存状況
本作のマスターテープは散逸状態にある。NHKには総集編と第19回「上海みやげ」が現存しており、時代劇専門チャンネル「大河ドラマアーカイブス」において第19回を2009年4月に放送した。
本作が放映された1977年は、既に普及型家庭用ビデオデッキが発売されており、一般視聴者が録画した映像を今日まで保管している可能性が見込めるため、NHKアーカイブスでは、本作の映像提供をサイト上で呼びかけているほか、2009年11月22日放送の『三つのたまご』でも同様の告知がなされた。その関係で、2014年に新たに第24回「奇兵隊」と第39回「周防の人々」、2022年に中国料理研究家・楊萬里の息子から第34回「蔵六上海へ」（この回に楊が料理人役で出演）、2023年に最終回｢世に棲む日日｣（ただし、6分間の欠落箇所あり）が発掘されている。
NHKではマスターテープが失われた過去の放送番組の収集（制作関係者や一般視聴者らへのビデオテープ提供の呼びかけなど）を進めている。
2015年9月時点で、NHK番組公開ライブラリーにて総集編全5回の他に第19回、第24回、第39回が視聴可能。